# Challet
Challet ist eine französische Gemeinde mit 432 Einwohnern (Stand: 1. Januar 2022) im Département Eure-et-Loir in der Region Centre-Val de Loire. Sie gehört zum Arrondissement Chartres und zum Kanton Chartres-1. Die Einwohner werden Calétusiens genannt.

## Geographie
Challet liegt etwa 13 Kilometer nordnordwestlich des Stadtzentrums von Chartres. Umgeben wird Challet von den Nachbargemeinden Tremblay-les-Villages im Nordwesten und (als Enklave) im Nordosten, Serazereux im Norden, Berchères-Saint-Germain im Südosten und Süden sowie Clévilliers im Westen.
Durch die Gemeinde führt die Route nationale 154.

## Bevölkerungsentwicklung

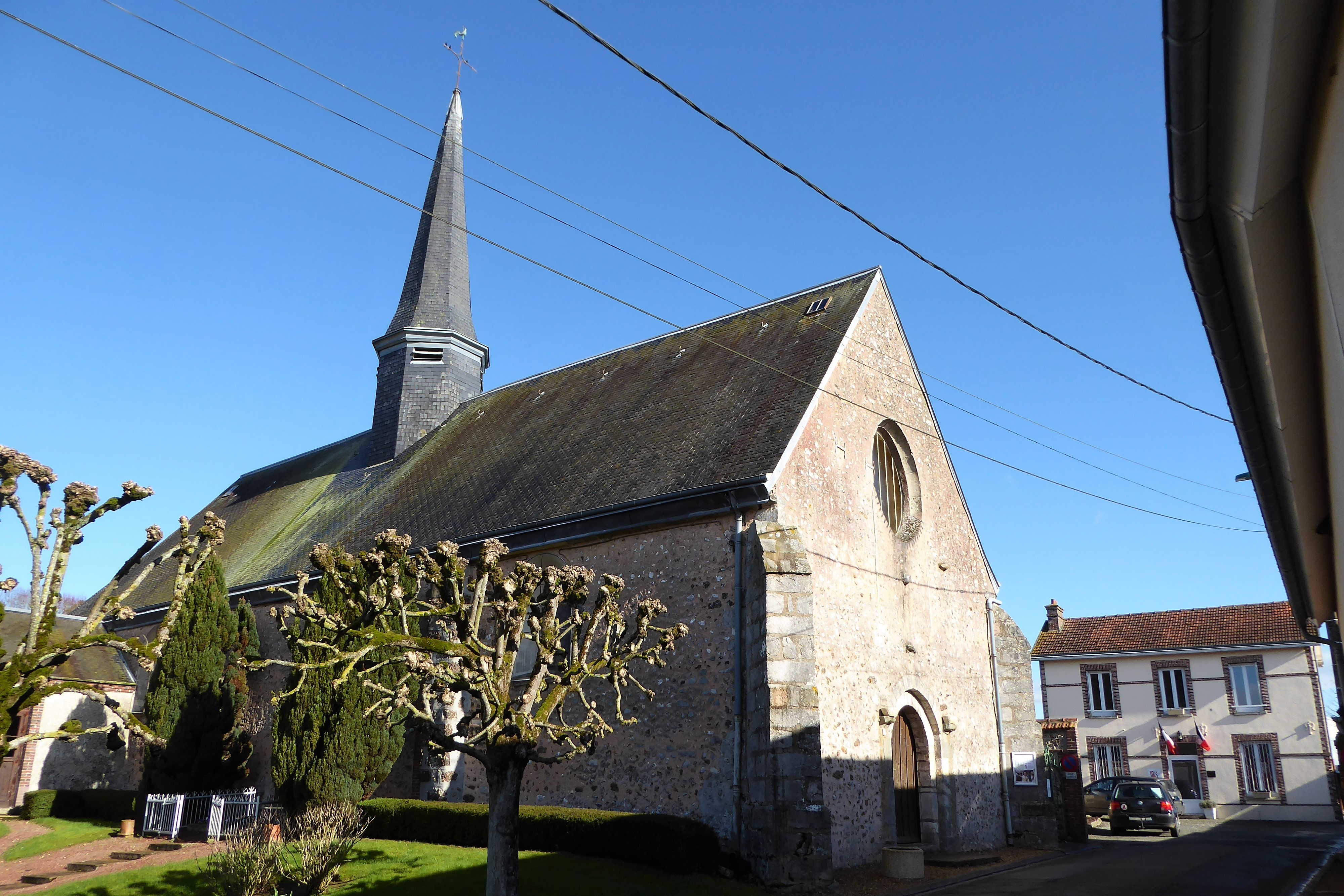
Kirche Saint-Gilles, im Hintergrund rechts die Mairie

| Jahr                       | 1962 | 1968 | 1975 | 1982 | 1990 | 1999 | 2006 | 2020 |
| Einwohner                  | 209  | 210  | 292  | 331  | 356  | 385  | 401  | 431  |
| Quellen: Cassini und INSEE |      |      |      |      |      |      |      |      |